# Reported Missing (film 2012)
Reported Missing (Die Vermissten) è un film del 2012 diretto da Jan Speckenbach.